# Eilema inornata
Eilema inornata là một loài bướm đêm thuộc phân họ Arctiinae, họ Erebidae.